# Cantonul Lury-sur-Arnon
Cantonul Lury-sur-Arnon este un canton din arondismentul Vierzon, departamentul Cher, regiunea Centru, Franța.

## Comune
| Comune         | Populație (1999) | Cod poștal | Cod INSEE |
| -------------- | ---------------- | ---------- | --------- |
| Brinay         | 467              | 18120      | 18036     |
| Cerbois        | 359              | 18120      | 18044     |
| Chéry          | 236              | 18120      | 18064     |
| Lazenay        | 354              | 18120      | 18124     |
| Limeux         | 145              | 18120      | 18128     |
| Lury-sur-Arnon | 671              | 18120      | 18134     |
| Méreau         | 2 074            | 18120      | 18148     |
| Preuilly       | 432              | 18120      | 18186     |
| Quincy         | 775              | 18120      | 18190     |